# ボビン (裁縫)
ボビンとは、糸を巻くための筒状の道具。

## 概説
ミシン等で使用される糸巻きとしてのボビンは、筒状もしくは両端に円形の板がついた筒のようになっている。金属製やプラスチック製のものが多い。
ボビンは糸を巻いた状態でコッペなどに収納され、必要に応じて巻かれた糸の色を選んで使用される。使用後、空になったボビンはミシンの糸巻き機能を使用して新たに糸を巻き取り、再度使用される。
ボビン (bobbin) という英単語（1520年代）は、フランス語で糸巻きを表す bobine を語源とする。その不確かな語源は、ラテン語の balbus であるとされ、原義は「ごとごと音を立てるもの」である。

## 家庭用ミシンのボビン

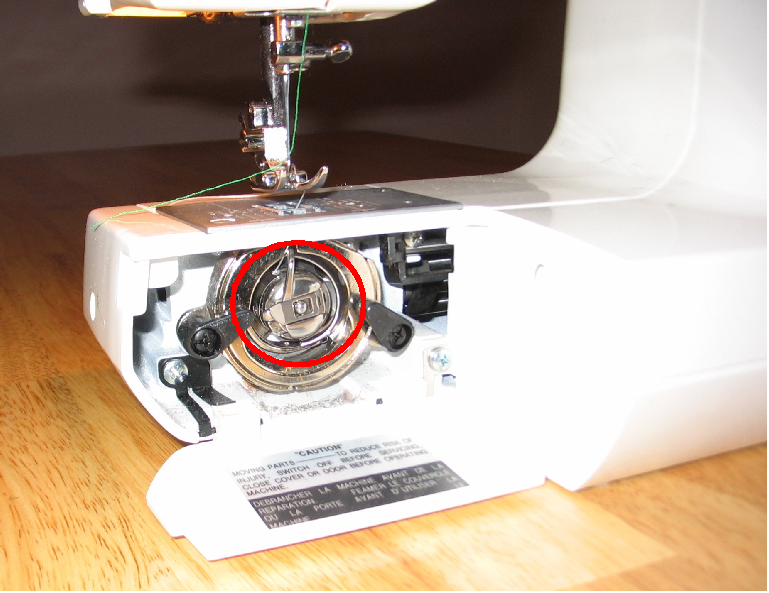
ボビン釜とボビンケース

家庭用ミシンのボビンは、下糸を巻く器具である。家庭用ミシンのボビンは機種によって高さ（幅）が異なるため、機種に適合したものを使用する必要がある。
垂直釜タイプの家庭用ミシンでは、ボビンをボビンケースに収めた状態で使用する。糸を巻いたボビンをボビンケースに収め、糸端を糸調子ばねの下を通し窓から出してミシンにセットする。下糸の糸調子はボビンケースのねじで調整する。
水平釜タイプの家庭用ミシンではボビンケースを必要とせず、ボビンを下糸巻き装置に直接セットして用いる。

### 家庭用本縫ミシンのボビン
家庭用本縫ミシンに使用するボビンの規格として、「JIS B 9024: 1994 家庭用本縫ミシンのボビン」が規定されていた。同規格は、1999年に廃止されたが、現在も同規格に準拠したボビンが広く用いられている。
| 種類      | 高さ [mm] | つば部直径 [mm] | 軸内径 [mm] | 材質           | 用途                                                      |
| --------- | --------- | --------------- | ----------- | -------------- | --------------------------------------------------------- |
| 1型ボビン | 11.8      | 20.6            | 6.2         | 金属製         | JIS B 9023 に規定するボビンケースを用いたミシンに使用する |
| 1型ボビン | 11.8      | 20.6            | 6.2         | プラスチック製 | JIS B 9023 に規定するボビンケースを用いたミシンに使用する |
| 2型ボビン | 9.2       | 21.1            | 6           | 金属製         | JIS B 9074 と同形式のボビンケースを用いたミシンに使用する |
| 2型ボビン | 9.2       | 21.1            | 6           | プラスチック製 | JIS B 9074 と同形式のボビンケースを用いたミシンに使用する |

## ギャラリー

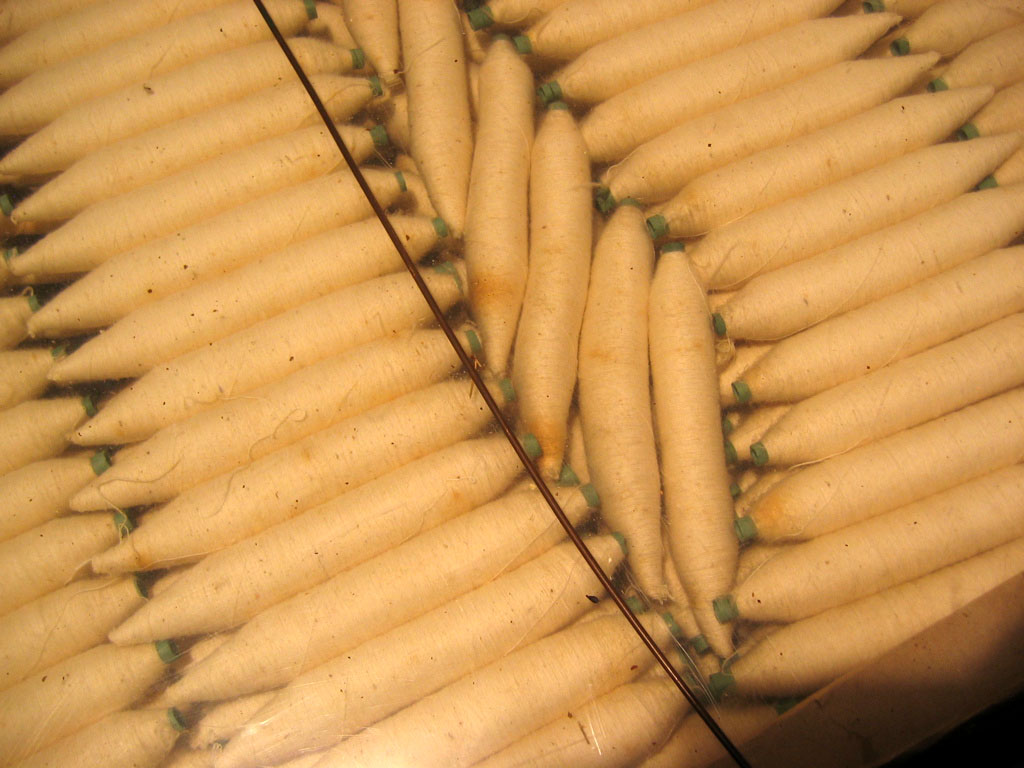
木綿糸を巻いたボビン
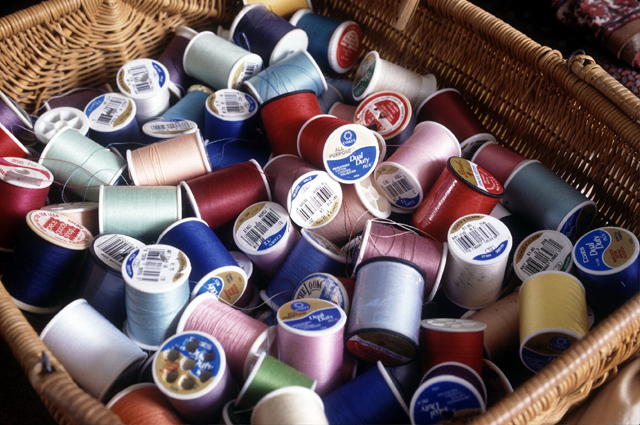
ミシン用糸（糸巻き＝ボビン）
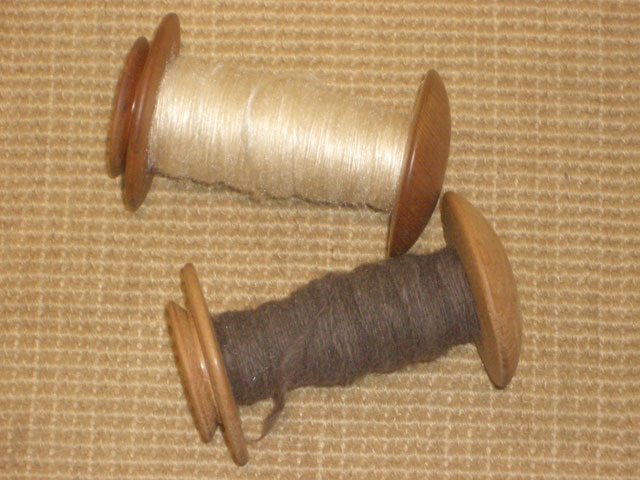
絹糸を巻いたボビン
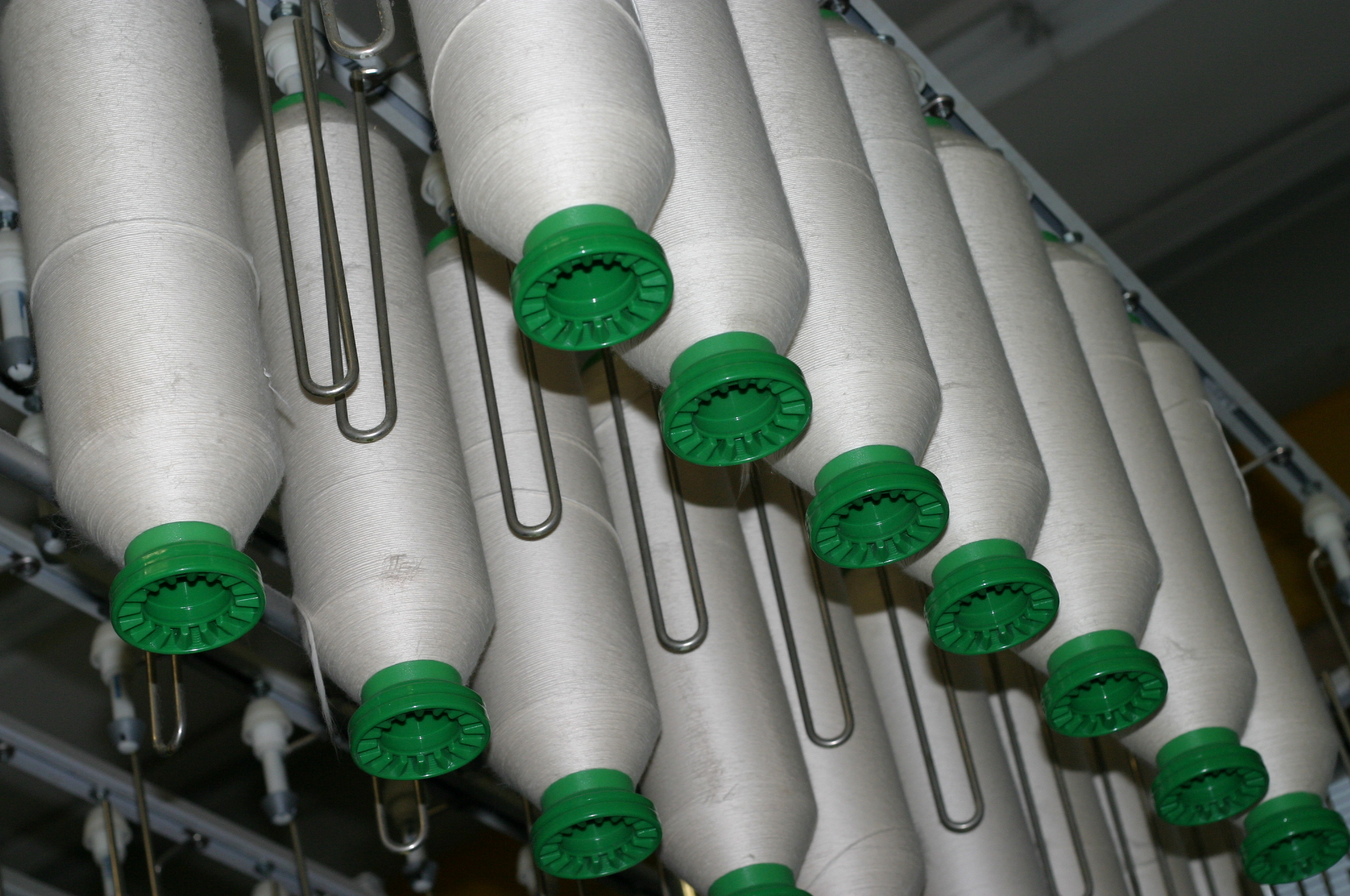
工業用ボビン
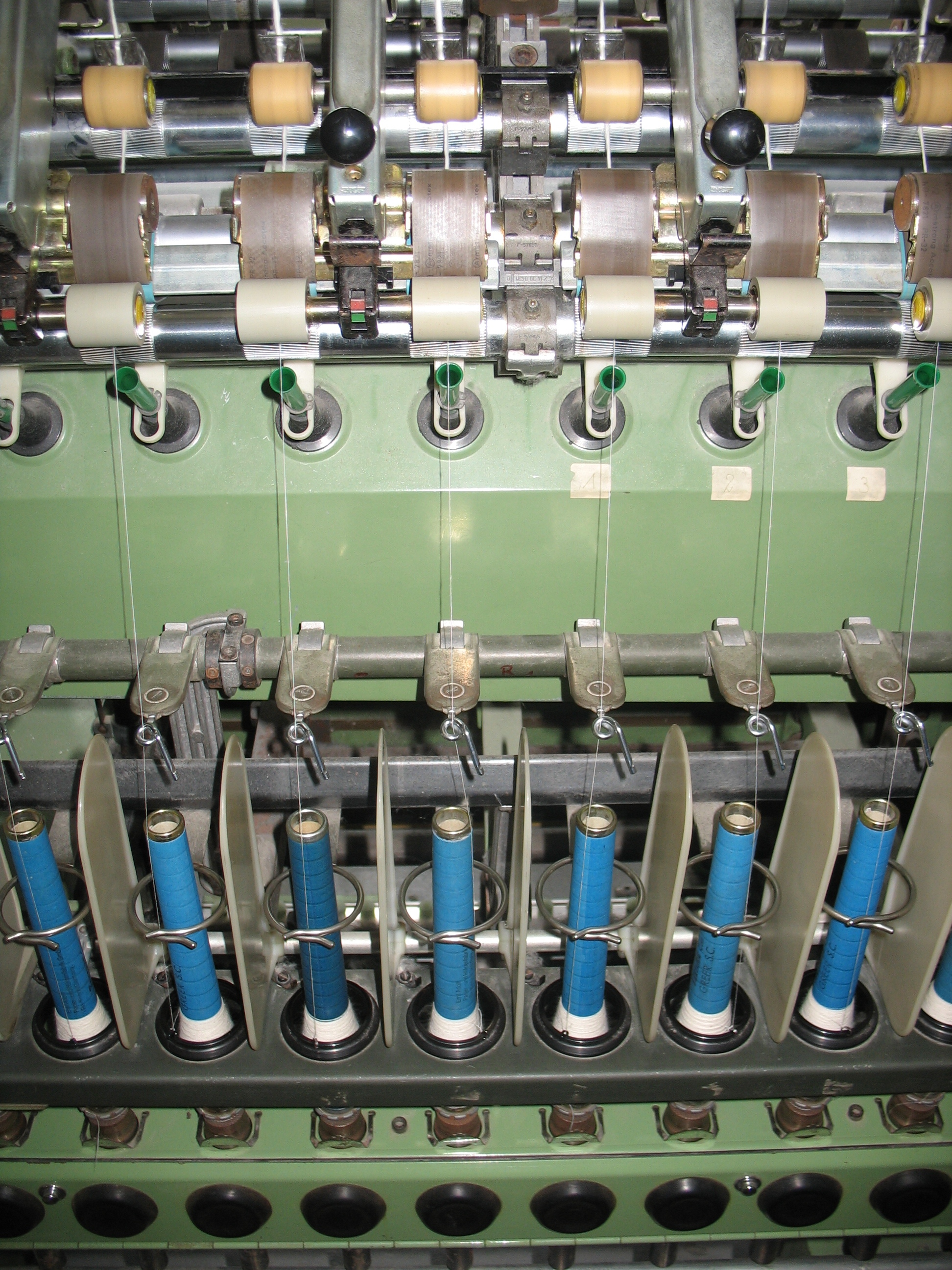
工業用ボビン
ボビン模様の紋章

## 参考書籍
- 坂内鏡子『いちばんよくわかる ソーイングの基礎 決定版』日本ヴォーグ社、2015年4月15日。ISBN 978-4-5290-5454-6。
  - 坂内鏡子『新装版 いちばんよくわかるソーイングの基礎』日本ヴォーグ社、2020年8月27日（原著2015年4月15日）。ISBN 978-4-5290-6017-2。